# Idas sommarvisa
Jag gör så att blommorna blommar, allmänt känd som Idas sommarvisa eller Du ska inte tro det blir sommar, är en svenskspråkig barnsång med sommartema. Astrid Lindgren skrev texten medan Georg Riedel komponerade melodin till filmen Emil och griseknoen från 1973, där den sjöngs av Lena Wisborg som spelar Ida.
"Jag gör så att blommorna blommar" har tre verser och har blivit vanlig på skolavslutningar, där den blivit omtyckt och betraktas som ett icke-religiöst alternativ till "Den blomstertid nu kommer" och "I denna ljuva sommartid".  

## Inspelningar
- Thor-Erics gjorde en inspelning 1976.[3]
- Small Town Singers[4] inspelning låg på Svensktoppen i tio veckor under perioden 15 juli–16 september 1979, med andraplats som högsta placering där[5].
- Lill Lindfors spelade in sången 1987 på albumet Världens bästa Astrid.[6]
- Ultima Thule spelade in en rockigare version av Idas sommarvisa på albumet Nu grönskar det 1994.
- En inspelning av hårdrocksgruppen Black-Ingvars, då med hårdrocksarrangemang, från albumet Sjung och var glad med Black Ingvars 1997[7] gick som singel in på den svenska singellistan, där den som högst nådde 49:e plats.[8]

## Publikation
- Barnvisboken, 1977, som "Du ska inte tro det blir sommar (Jag gör så att blommorna blommar)"
- Cantarellen 1984 som nummer 17.[9]
- Barnens svenska sångbok, 1999, under rubriken "Året runt".
- Hela familjens psalmbok 2013 som nummer 104 under rubriken "Hela året runt".[10]